# Княжна (притока Сухого Мерчика)
Княжна, Княжа — річка у Краснокутській селищній громаді Богодухівського району Харківської області. Ліва притока Сухого Мерчика (басейн Дніпра).

## Опис
Довжина 15 км, похил річки — 2,9 м/км. Формується з багатьох безіменних струмків та водойм. Площа басейну 76,5 км².

## Розташування
Княжна бере початок у селі Олексіївка. Тече переважно на північ і на південно-східній околиці села Мурафа впадає в річку Сухий Мерчик, ліву притоку Мерли. 
Населені пункти вздовж берегової смуги: Водяне, Сонцедарівка, Дублянка, Княжа Долина, Бідило, Мирне.

## Притоки
- Балка Лискова - права притока у Богодухівській та Краснокутській громадах. Бере початок на заході від села Мар'їне, тече переважно на північний захід і впадає у Княжу у селі Княжа Долина.
  - Балка Зубрицька - ліва притока балки Лискової. Протікає у Валківській та Краснокутській громадах. Бере початок на північному заході від села Високопілля, тече на північний захід і впадає у балку Лискову на східній околиці села Княжа Долина.
- Балка Віднога - ліва притока у Краснокутській громаді, бере початок у на заході від села Дублянка, тече спочатку на північ, потім на північний захід і впадає у річку Княжа у селі Бідило.
- Балка Віндага - права притока у Краснокутській громаді, впадає на північно-східній околиці села Бідило.

## Лдерела
1. «Каталог річок України». — К. : Видавництво АН УРСР, 1957. — С. 116. — (№ 1996).
2. Словник гідронімів України — К.: Наукова думка, 1979. — С. 255 (Княжа № 1)